# Кольман, Фреди
Фреди Антонио Кольман Руис (исп. Fredy Antonio Colmán Ruíz; род. 8 августа 2005) — парагвайский футболист, вингер клуба «Олимпия».

## Клубная карьера
Кольман — воспитанник столичных клуба Олимпия. 8 ноября 2023 года в матче против «Спортиво Лукеньо» он дебютировал в парагвайской Примере. В 2024 году игрок помог клубу выиграть чемпионат.

## Достижения
Клубные
 «Олимпия» (Асунсьон)
- Победитель парагвайской Примеры — Клаусура 2024